# Gary Kuehn

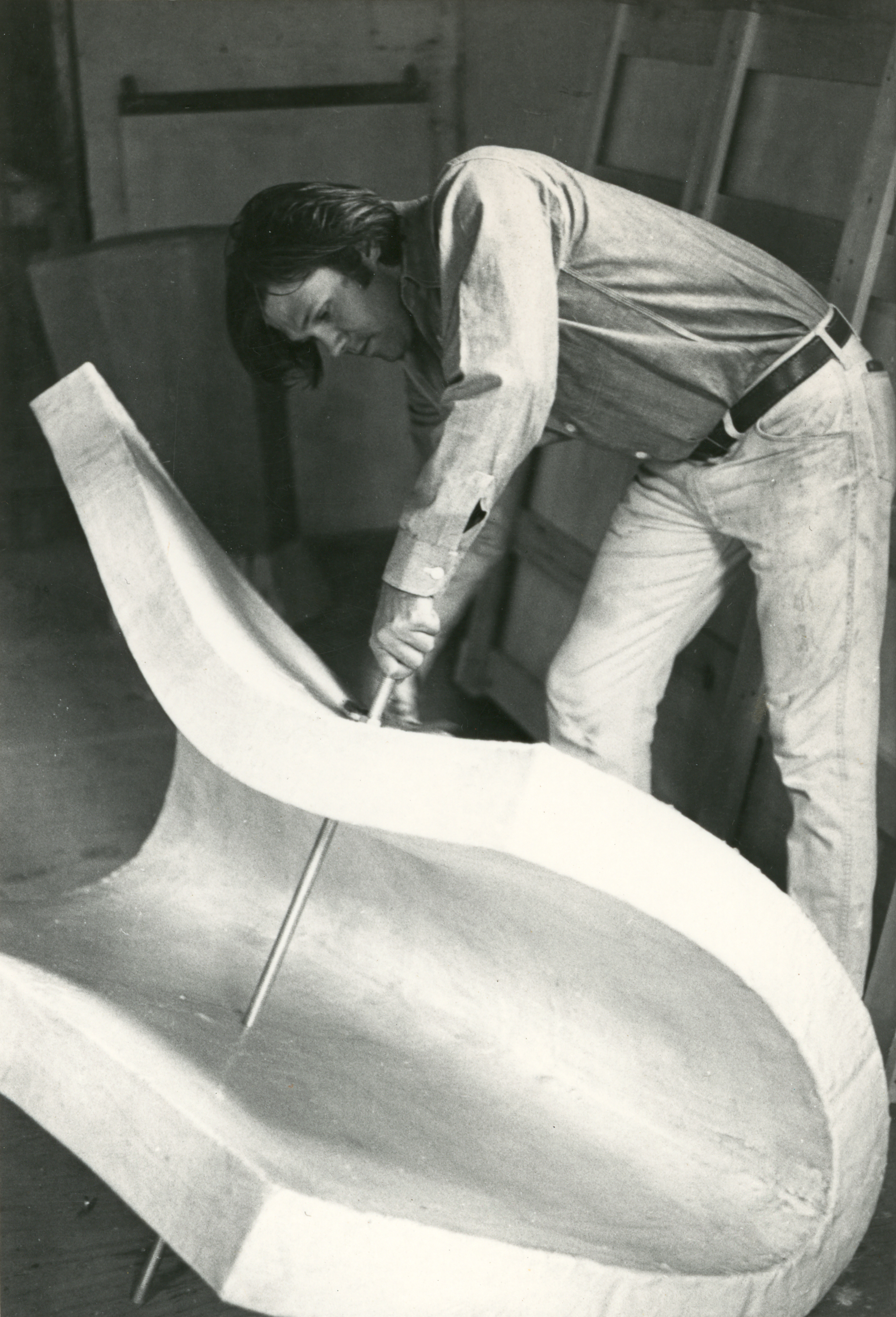
Gary Kuehn in seinem Studio mit Mattress Piece, 1969

Gary Kuehn (* 1939 in Plainfield, New Jersey) ist ein US-amerikanischer Grafiker und Bildhauer.

## Leben und Werk
Gary Kuehn wurde 1939 in eine Arbeiterfamilie hineingeboren. In den 1950er und 1960er Jahren war Kuehn Stahlarbeiter und Dachdecker. Er erhielt 1962 den Bachelor an der Drew University und schloss 1964 sein Studium mit dem Master an der Rutgers University ab. Kuehn war Professor an der Mason Gross School of the Arts in New Brunswick (New Jersey).
Einer Kunstbewegung ist das Werk Kuehns nicht eindeutig zuzuordnen, oft wird es in die Nähe der Prozesskunst und des Minimalismus gerückt. Kuehn war der erste Künstler, der 1967 vom Galeristen Rolf Ricke nach Kassel eingeladen und mit Materialien versorgt wurde, um vor Ort Werke zu schaffen. Somit war er am Entstehen des Typus der Produzentengalerie beteiligt.

„In letzter Instanz ist es doch bloss eine Frage von Sex und Geometrie.“

## Ausstellungen (Auswahl)
Kuehn nahm 1966 an der Ausstellung Eccentric Abstraction (Kuratorin Lucy Lippard), 1969 an When Attitude Becomes Form (Kurator Harald Szeemann) und 1977 an der documenta 6 (Kurator Manfred Schneckenburger) teil. Unlängst wurden seine Arbeiten im Museum für Moderne Kunst ausgestellt, im Middlesbrough Institute of Modern Art, dem Museum Gegenstandsfreier Kunst, Otterndorf, im Kunstmuseum Liechtenstein (aus der Sammlung Ricke), und in der Fondazione Prada in Venedig.

## Auszeichnungen (Auswahl)
- 1992: Francis J. Greenburger Foundation Award[8]